# Las Perdices
Las Perdices es una localidad de la región central de la provincia argentina de Córdoba, dentro del departamento Tercero Arriba, en la pedanía Punta del Agua. Está ubicada sobre la Ruta Nacional 158, siendo sus coordenadas geográficas: 32°42′2″S 63°42′15″O / -32.70056, -63.70417
Las Perdices ocupa 213 ha, distribuidas en 136 manzanas.
Los centros urbanos cercanos son la ciudad de Villa María a 60 km, y la ciudad de Río Cuarto a 90 km.

## Población
Cuenta con 5340 habitantes (Indec, 2022), lo que representa un incremento del 4.8% frente a los 5084 habitantes (Indec, 2010) del censo anterior.
| Gráfica de evolución demográfica de Las Perdices entre 1991 y 2022 |
|                                                                    |
| Fuente: censos nacionales del INDEC                                |

## Historia
En el mes de julio de 1886, el gobierno de la provincia de Córdoba, en línea con las políticas del gobierno nacional, buscó atraer a la inmigración para que poblaran las pampas, argumentando que era necesario inculcar entre otros, hábitos de trabajo y ahorro en la población nativa. Se  dictó para ello la Ley de Colonias, en la cual se autorizaba la creación de Colonias en los terrenos fiscales.
El día 17 de marzo de 1887, el gobernador Ambrosio Olmos creó la colonia Villa Vélez Sarsfield, sobre ambos costados de la estación de ferrocarril Vélez Sarsfield, en el campo conocido como Cañada de Lucas. Tres lotes fiscales compusieron la Colonia Vélez Sarsfield, entre ellos el Lote 10 denominado desde tiempos de la colonia española como paraje "Las Perdices".
A esta localidad llegaron los primeros extranjeros que se encontraron con vecinos que tenían una larga raigambre en los aledaños, que se remontaba al siglo XVIII.
Este lugar se construyó de una mixtura de europeos y criollos. Los inmigrantes, con mucho sufrimiento por lo que habían dejado en su Europa, aprendieron el idioma, las costumbres locales, y después de dos generaciones se casaron con los criollos, lentamente las dos culturas fueron uniéndose, dejando de lado prejuicios raciales.
A la colonia, se la denominó de idéntica manera que la estación de la actual localidad de Dalmacio Vélez, que en ese momento no había sido fundada.
En 1894, se establece su estación provisoria de FFCC, con el nombre oficial de Las Perdices, en virtud que así se denominaba el lugar por los lugareños. El tiempo y las costumbres terminaron por implantar la denominación de Las Perdices a la pequeña población. El 90% de la población de aquel entonces estaba constituida por criollos, amerindios, africanos e inmigrantes de origen italiano, español, y en escasa proporción suizo, alemanes y franceses, en gran parte agricultores y comerciantes.

### La construcción del ferrocarril
El 10 de febrero de 1870, se firmó contrato para la construcción de la línea férrea Villa María – Río Cuarto, (de 131 km), entre el Gobierno Nacional, representado por el ministro del Interior Dr. Dalmacio Vélez Sarsfield y el vicepresidente Adolfo Alsina, y el ingeniero Pedro Beare (a nombre de Juan Simmons, de Londres.  Entre otras cláusulas se imponía que las obras debían ser entregadas en el plazo de treinta y siete meses.
Mientras y tras algunas vicisitudes llegaban a Córdoba las vías del ferrocarril “Gran Central”, quedando inauguradas oficialmente el 18 de mayo de 1870, día que fue decretado feriado por la importancia del acontecimiento. 
Las obras se fueron realizando sin mayores inconvenientes. De ese modo se fueron terminando paso a paso los tramos, así en enero de 1872 los terraplenes del ferrocarril llegaban a la estancia del Tambito y los rieles fijos pasaban por la estancia El Manantial. La locomotora hacía su trayecto hasta El Totoral, marchando sobre rieles colocados provisoriamente con el objeto de acarrear los materiales para las obras. En mayo ya habían llegado los rieles hasta el "km 55" en el paraje denominado Las Perdices.
En enero de 1873, la mayor parte del tren rodante destinado al ramal se hallaba en Rosario. Y el 16 de julio se inauguró a manera de ensayo la línea férrea habilitando un puente de madera para el río Cuarto ya que el definitivo no estaba terminado.
Concluidos los trabajos, en las ciudades se esperó con gran expectativas la inauguración del ferrocarril “ANDINO”.
El factor fundamental del rápido progreso en la Argentina fue la gran inmigración, que influyó con mayor intensidad entre 1880 y 1890.
Ningún otro país de América recibió tantos extranjeros en proporción a su población local, como Argentina en el siglo XIX.
Llegaron suizos, franceses, alemanes, españoles e italianos (éstos en 1880 constituían el 2/3 de la población extranjera en las colonias).
En un principio se trataba de migraciones organizadas por el gobierno o por particulares avalados por el Estado.
En 1887, el presidente Juárez Celman, ordenó la construcción de 11 hoteles para alojar a los recién llegados, por unos días, sin costo alguno, hasta que con el pasaje de ferrocarril en mano se los ubicaba en el interior, ya que la intención era privilegiar la colonización rural. La designación Villa Vélez Sársfield, causaba mucha confusión por la cercanía con otra población de igual nombre, razón por la que en muchos documentos figuraba indistintamente en nombre de la Villa o de la estación: Las Perdices, existiendo dos nombres para un mismo lugar.
A partir de mayo de 1897, dejó de llamarse Vélez Sársfield, para ser definitivamente Las Perdices, tal como se conocía el antiguo paraje donde creció como pueblo, desde los tiempos coloniales.
Habían pasado ya siete años de la fundación de Dalmacio Vélez, (que en un principio se llamó Villa Domingo Pasaglia) cuya estación era Dalmacio Vélez Sársfield. Entonces, en las dos localidades vecinas, imperó la asignación primigenia de la estación.

### Centenario
En el centenario de la fundación de la localidad, el 17 de marzo de 1987, el entonces presidente de la Nación, Raúl Alfonsín, estuvo Las Perdices y pronunció un discurso público sobre los juicios a los militares de la dictadura militar (1976-1983). En el discurso, anticipó su postura con relación a quienes habían cumplido órdenes emanadas de sus superiores, y que no iba a otorgar amnistía respecto de los delitos cometidos durante la represión militar.

### Personalidades
- Fidel Toniolli (activista por los derechos humanos).
- Pablo Chavarría (futbolista del Club Atlético Belgrano que se desempeñó, además de en la máxima categoría de su país, en ligas extranjeras de elite como LaLiga, la Ligue 1 y la Pro League belga).

## Topografía
El Departamento Topográfico se encargó de la delineación de los terrenos, divididos en ciento ochenta y cinco concesiones para campo y seis para el pueblo, repartidas en ochenta y ocho manzanas de las cuales se destinó una para la plaza y se dejaron libres los solares para edificio municipal, iglesia, escuela y policía. Los restantes solares serían entregados a cada adquiriente de una concesión completa de campo.
Algunos años más tarde, cercano a la época del trazado de la línea del ferrocarril, se levantaron dos postas muy cercanas a la localidad: la Aguará (a la altura del km 50) y la posta “las Perdices” (a la altura del km 60). Las dos estaban al este de lo que fueron las vías.
Tras la reconstrucción nacional, ya desde el tiempo de Urquiza, se venía estudiando la necesidad de unir Rosario y Córdoba con el ferrocarril. Era imperioso unir estas vitales regiones.
La aspiración de que las vías ferroviarias llegaran hasta la Cordillera de los Andes y unieran, alguna vez, los dos océanos, se había manifestado ya desde los primeros proyectos del gobierno de la Confederación Argentina. Era la manera más segura de acercar las provincias de Cuyo (al Oeste) a los mercados del Litoral (al Este) en más breve tiempo y por camino más seguro.

## Actualidad
En la actualidad, el ferrocarril del Nuevo Central Argentino (NCA), es utilizado en exclusivo como transporte de carga, únicamente por la Aceitera General Deheza AGD), ubicada en la localidad de General Deheza, a sólo siete km de Las Perdices. AGD nace en 1948, es una empresa netamente Argentina, de capitales privados que apuesta al desarrollo y la producción dentro del sector agroindustrial para abastecer una demanda global creciente y proyectarse al futuro. Bajo esta premisa, articula todas las etapas del proceso, desde el cultivo y la molienda de oleaginosas hasta el envasado de productos. Transporta sus productos a Rosario, lo que le permite una segura salida al mar.
Uno de los ejes fundamentales del desarrollo vertiginoso de AGD y sus empresas vinculadas, está en el manejo de la logística, diseñada bajo el concepto de integración de todas las áreas. Para ello, el grupo industrial cuenta con el ferrocarril Nuevo Central Argentino (NCA) y dos servicios portuarios de gran eficiencia: Terminal 6 S.A. y Guide S.A.
El Nuevo Central Argentino es la sociedad anónima privada Argentina que tiene a su cargo la explotación comercial de la concesión integral del sector ferroviario nacional, conformado principalmente por la ex línea Gral. Mitre desde el 23 de diciembre de 1992, fecha en la cual le fueron dadas en concesión dentro del plan de reformas neoliberales del entonces presidente Carlos Menem.
La actividad principal es el transporte de cargas complementados con servicios multimodales que permiten el tráfico puerta a puerta.
Las Perdices se encuentra sobre la Ruta Nacional 158, al sur de la provincia de Córdoba, inmersa en la llanura pampeana. Rodeada de campos cultivados de soja, maní, sorgo y maíz se conforma su característica rural, cuya economía encuentra uno de sus grandes fundamentos en la explotación agrícola.

## Intendentes
| Período       | Intendente         | Partido Político      |
| ------------- | ------------------ | --------------------- |
| 1975-1979     | Alejandro De María | Partido Justicialista |
| 1979-1983     | Roberto Torre      | Partido Justicialista |
| 1983-1987     | Américo Caffaratti | Unión Cívica Radical  |
| 1987-1991     | Domingo Cóser      | Unión Cívica Radical  |
| 1991-1999     | Mario Luis Paniati | Unión Cívica Radical  |
| 1999-2011     | Fabio Torre        | Partido Justicialista |
| 2011-2019     | Víctor Falvo       | Unión Cívica Radical  |
| 2019-presente | Sergio Avalis      | Partido Justicialista |

## Instituciones principales
- Cooperativa Eléctrica de Las Perdices: presta servicio eléctrico urbano y rural, gas envasado y granel, telefonía básica y celular, internet, alumbrado público, servicios de sepelio, servicios recreativos: pileta de natación, cine, servicios educativos: provisión textos escolares, provisión unidades camas en Universidades, proyectos productivos: Sala Comunitaria extracción de miel, cursos de apicultura, parque industrial).
- Hospital Municipal "Dr. Alfredo Garimaldi".
- Municipalidad de Las Perdices (servicios de agua potable, recolección de residuos, limpieza, proyectos productivos: fabricación de ladrillos, varios). Proyecto culturales: Casa de la cultura.
- Cooperativa Cotagro. (servicios para los productores agropecuarios generales).
- Guardería Municipal "Pecas y Pequitas".
- Geriátrico Municipal.
- Asociación de Jubilados y Pensionados de Las Perdices.
- Hogar de Día "Santa Rosa".
- Bomberos Voluntarios.

## Establecimientos Educativos
- Escuela primaria Domingo Faustino Sarmiento.
- Escuela primaria Coronel Domingo Gay.
- Escuela secundaria Padre Francisco Azcuénaga. (https://web.archive.org/web/20121003033222/http://www.institutoazkunaga.com.ar/)

### Nivel educativo de la población
- Sin instrucción o primaria incompleta: 27,28 % (provincia: 17,82%) (país: 17,90%).
- Primaria completa y secundaria incompleta: 50,81 % (provincia: 46,10%) (país: 48,87%).
- Secundaria completa y terciario o universitario incompleto: 15,90 % (provincia: 26,50%). (país: 24,49%).
- Terciario o universitario completo: 6 % (provincia: 9.58%) (país: 8,73%).

### Asistencia a establecimientos educativos
| Edad       | 3 a 4 años | 5 años | 4 a 11 años | 12 a 14 años | 15 a 17 años | 18 a 24 años | 25 a 29 años | 30 y más años |
| ---------- | ---------- | ------ | ----------- | ------------ | ------------ | ------------ | ------------ | ------------- |
| Porcentaje | 48,07%     | 94,57% | 99,37%      | 94,51%       | 68,24%       | 25,68%       | 5,94%        | 1,40%         |

## Parroquias de la Iglesia católica en Las Perdices

| Diócesis  | Villa María                |
| --------- | -------------------------- |
| Parroquia | Nuestra Señora del Rosario |